# Nationalpark Lan Sang
Der Nationalpark Lan Sang (Thai: อุทยานแห่งชาติลานสาง) ist ein Nationalpark in der Provinz Tak. Die Provinz Tak liegt im westlichen Teil der Nordregion von Thailand an der Grenze nach Myanmar.

## Geschichte
Der Lan Sang Nationalpark wurde am 14. Mai 1978 als 15. Nationalpark des Landes eröffnet.
Die Gegend des Parks gilt als geschichtsträchtig, da König Taksin der Große hier in den verborgenen Wäldern Ende des 18. Jahrhunderts auf seinem langen Marsch zur Eroberung von Chiang Mai mit seinen Truppen Rast hielt. 

## Lage und Topografie

### Lage
Der Lan Sang-Nationalpark liegt etwa 20 Kilometer westlich von Tak an der Fernstraße 105. Die Fläche des Parks beträgt etwa 104 km² (65.000 Rai). 

### Topografie
Der Lan Sang Nationalpark ist einer der kleinsten Nationalparks Thailands. Seine Topographie weist steile und felsige Bergkuppen auf, die in den unteren und mittleren Lagen von fruchtbarem tropischen Regenwald bedeckt sind. Die Khao Luang-Höhenzüge teilen den Park in zwei Gebiete. Der höchste Punkt ist der Umyom (Thai: เขาอุมยอม) mit 1065 Metern über Meereshöhe.

## Klima
Das Klima ist tropisch-monsunal mit Temperaturen zwischen 43 °C an Sommertagen und 7 °C in kalten Nächten. Wie praktisch überall in Thailand gibt es drei Jahreszeiten: die Regenzeit zwischen Mai und Oktober, die kalte Jahreszeit zwischen November und Januar und die heiße Jahreszeit zwischen Februar und April. 

## Fauna und Flora
Neben dem immergrünen Regenwald an den Wasserscheiden und den Berghängen zeigen sich weiter unten Mischwald mit Flügelfruchtgewächsen. 
Die abwechslungsreiche Flora bietet Raum für eine Anzahl von Tierarten, wie dem Sambarhirsch, weiteren Hirscharten und dem Serau.

## Sehenswürdigkeiten
Im Lan Sang-Nationalpark sind hauptsächlich Wasserfälle zu sehen. Den nachhaltigsten Eindruck hinterlassen sie während oder kurz nach der Regenzeit, da sie ansonsten nur relativ wenig Wasser führen.
- Lan-Sang-Wasserfall (Thai: น้ำตกลานสาง): oberhalb des Lan Lieng Ma-Wasserfalls (s. u.), das Gewässer schießt aus einer Verengung und stürzt über drei Stufen etwa 40 Meter tief in einen kleinen See.
- Pha-Lad-Wasserfall (Thai: น้ำตกผาลาด): etwa 25 Meter breit und 40 Meter lange Stromschnelle am Fluss Lan Sang. Das Wasser sprüht über die Felsen, bevor es in ein kleines Bassin hineinfließt.
- Lan-Liaeng-Ma-Wasserfall (Thai: น้ำตกลานเลี้ยงม้า): etwa 200 Meter oberhalb des Pha Lad-Wasserfalls gelegen, stürzt das Wasser hier beeindruckend den Felsen hinab; der Wasserfall kann mit Hilfe einer Fußgängerbrücke überquert werden.